# Nathan Baggaley
Nathan Baggaley (Byron Bay, Nova Gales do Sul, 6 de dezembro de 1975) é um canoísta australiano especialista em provas de velocidade.

## Carreira
Foi vencedor das medalhas de prata em K-1 500 m e em K-2 500 m com o seu colega de equipa Clint Robinson em Atenas 2004.
Em setembro de 2005 seu exame antidopagem acusou a presença de esteroides anabolizantes. Foi suspenso por quinze meses pela Federação Australiana de Canoagem.